# تپه پاچغا
تپه پاچغا مربوط به دوره پارت - دوره ساسانیان است و در شهرستان ازنا، بخش مرکزی، دهستان سیلاخور شرقی، ۸۰۰ متری شمال روستای طیان واقع شده و این اثر در تاریخ ۲۸ اسفند ۱۳۸۵ با شمارهٔ ثبت ۱۸۲۸۳ به‌عنوان یکی از آثار ملی ایران به ثبت رسیده است.